# Kondoma
Il Kondoma (in russo  Кондома?) è un fiume della Russia, affluente di sinistra del Tom', che scorre nei rajon Taštagol'skij e Novokuzneckij, e nei circondari urbani di Osinniki e Novokuzneck, dell'Oblast' di Kemerovo.

## Descrizione
Il Kondoma ha origine dalla catena dei monti Bijskaja Griva (хребт Бийская Грива) che, a sud dell'Oblast di Kemerovo, segnano il confine con la Repubblica dell'Altaj. La lunghezza del fiume è di 392 km, l'area del bacino è di 8 270 km². Il fiume scorre per lo più in direzione nord, la parte inferiore si estende nella depressione di Kuzneck e sfocia nel fiume Tom' all'altezza della città di Novokuzneck. La sua portata media annua è di 122,56 m³/s all'altezza del villaggio di Kuzedeevo, a 73 chilometri dalla foce.
Il fiume congela a fine ottobre - inizio novembre, sino a fine aprile - inizio maggio. Tra i maggiori affluenti ci sono i seguenti fiumi: Bol'šoj Teš (Большой Теш), Mundybaš (Мундыбаш), da destra; Antrop (Антроп) e Munža (Мунжа), da sinistra.
Oltre a Novokuzneck, lungo il fiume si trovano le città di Osinniki, Kaltan, Taštagol e i villaggi di Mundybaš e Spassk.